# Acronicta insitiva
Acronicta insitiva är en fjärilsart som beskrevs av Max Wilhelm Karl Draudt 1937. Acronicta insitiva ingår i släktet Acronicta och familjen nattflyn. Inga underarter finns listade i Catalogue of Life.